# Krisztián Pars
Krisztián Pars (Körmend, 18 febbraio 1982) è un martellista ungherese.
Ha un primato personale di 82,69 m ottenuto il 16 agosto 2014 a Zurigo durante la finale dei campionati europei. In carriera ha vinto un oro ai Giochi olimpici di Londra 2012 uno ai Campionati europei di Helsinki 2012 e uno a quelli di Zurigo 2014.

## Biografia
Oltre alla medaglia di bronzo vinta ai campionati europei vanta anche tre successi nella Coppa Europa invernale di lanci (2004, 2009, 2011).

## Record nazionali

### Juniores
- Lancio del martello 81,34 m ( Szombathely 2 settembre 2001)

## Palmarès
| Anno | Manifestazione   | Sede           | Evento              | Risultato      | Misura  | Note                                                                    |
| ---- | ---------------- | -------------- | ------------------- | -------------- | ------- | ----------------------------------------------------------------------- |
| 1999 | Mondiali allievi | Bydgoszcz      | Lancio del martello | Oro            | 74,76 m |                                                                         |
| 2001 | Europei juniores | Grosseto       | Lancio del martello | Oro            | 69,42 m |                                                                         |
| 2003 | Europei under 23 | Bydgoszcz      | Lancio del martello | Oro            | 77,25 m |                                                                         |
| 2004 | Giochi olimpici  | Atene          | Lancio del martello | 5º             | 78,73 m |                                                                         |
| 2005 | Mondiali         | Helsinki       | Lancio del martello | 7º             | 78,03 m |                                                                         |
| 2006 | Europei          | Göteborg       | Lancio del martello | 6º             | 78,34 m |                                                                         |
| 2007 | Mondiali         | Osaka          | Lancio del martello | 5º             | 80,93 m |                                                                         |
| 2008 | Giochi olimpici  | Pechino        | Lancio del martello | 4º             | 80,96 m |                                                                         |
| 2009 | Mondiali         | Berlino        | Lancio del martello | 4º             | 77,45 m |                                                                         |
| 2010 | Europei          | Barcellona     | Lancio del martello | Bronzo         | 79,06 m |                                                                         |
| 2011 | Mondiali         | Taegu          | Lancio del martello | Argento        | 81,18 m | Miglior prestazione personale stagionale                                |
| 2012 | Europei          | Helsinki       | Lancio del martello | Oro            | 79,72 m |                                                                         |
| 2012 | Giochi olimpici  | Londra         | Lancio del martello | Oro            | 80,59 m |                                                                         |
| 2013 | Mondiali         | Mosca          | Lancio del martello | Argento        | 80,30 m |                                                                         |
| 2014 | Europei          | Zurigo         | Lancio del martello | Oro            | 82,69 m | Miglior prestazione personale · Miglior prestazione mondiale stagionale |
| 2015 | Mondiali         | Pechino        | Lancio del martello | 4º             | 77,32 m |                                                                         |
| 2016 | Giochi olimpici  | Rio de Janeiro | Lancio del martello | 7º             | 75,28 m |                                                                         |
| 2017 | Mondiali         | Londra         | Lancio del martello | 14º (q)        | 74,08 m |                                                                         |
| 2019 | Mondiali         | Doha           | Lancio del martello | 22º (q)        | 73,05 m |                                                                         |
| 2022 | Europei          | Monaco         | Lancio del martello | Qualificazione | nm      |                                                                         |

## Campionati nazionali
- 10 titoli nazionali ungheresi nel lancio del martello (2005/2014)

## Altre competizioni internazionali
2004
- Oro in Coppa Europa invernale di lanci ( Marsa), lancio del martello - 79,69 m
- Bronzo in Coppa Europa (First League) ( Istanbul), lancio del martello - 74,37 m
- Bronzo alla IAAF World Athletics Final ( Szombathely), lancio del martello - 79,17 m

2005
- 5º in Coppa Europa invernale di lanci ( Mersin), lancio del martello - 75,45 m
- Argento in Coppa Europa (First League) ( Gävle), lancio del martello - 77,04 m
- 4º alla IAAF World Athletics Final ( Szombathely), lancio del martello - 78,32 m

2006
- 5º in Coppa Europa invernale di lanci ( Tel Aviv), lancio del martello - 75,04 m
- Argento in Coppa Europa (First League) ( Salonicco), lancio del martello - 78,16 m
- Bronzo alla IAAF World Athletics Final ( Stoccarda), lancio del martello - 80,41 m

2007
- 4º in Coppa Europa invernale di lanci ( Jalta), lancio del martello - 75,79 m
- 4º in Coppa Europa (First League) ( Milano), lancio del martello - 76,45 m
- Argento alla IAAF World Athletics Final ( Stoccarda), lancio del martello - 78,42 m

2008
- Argento in Coppa Europa invernale di lanci ( Spalato), lancio del martello - 77,06 m
- Oro in Coppa Europa (First League) ( Istanbul), lancio del martello - 78,32 m
- Argento alla IAAF World Athletics Final ( Stoccarda), lancio del martello - 79,37 m

2009
- Oro in Coppa Europa invernale di lanci ( Los Realejos), lancio del martello - 80,38 m
- Oro all'Europeo per nazioni (First League) ( Bergen), lancio del martello - 77,78 m
- Bronzo alla World Athletics Final ( Salonicco), lancio del martello - 77,49 m

2010
- Oro all'Europeo per nazioni (First League) ( Ungheria Budapest), lancio del martello - 77,83 m

2011
- Oro in Coppa Europa invernale di lanci ( Sofia), lancio del martello - 79,84 m
- Oro all'Europeo per nazioni (First League) ( Smirne), lancio del martello - 80,14 m
- Oro in Meeting Internazionale Città di Rieti ( Rieti), lancio del martello - 81,12 m

2013
- Oro in Meeting Internazionale Città di Rieti ( Rieti), lancio del martello - 79,80 m

2014
- Argento in Coppa Europa invernale di lanci ( Leiria), lancio del martello - 77,96 m
- Oro in Coppa continentale ( Marrakech), Lancio del martello - 78,99 m

## Riconoscimenti
- Atleta ungherese a livello giovanile dell'anno 1997.
- 2 volte atleta ungherese juniores dell'anno: 2001, 2002.
- Atleta ungherese under 23 dell'anno 2003.
- 5 volte atleta ungherese dell'anno: 2007, 2008, 2009, 2011, 2012.
- Uomo dell'anno della contea di Vas: 2008.
- Cittadino onorario di Novosibirsk dal 2012.
- Premio speciale Comitato Olimpico Ungherese nell'anno 2012.
- Patria onora (2012).